# Andrei Marga
Andrei Marga (n. 22 mai 1946, București, România) este un filozof, politolog și om politic român, profesor universitar, ministru de externe al României între mai-august 2012, ministru al educației între 1997-2000, rector al Universității Babeș-Bolyai din Cluj între anii 1993-2004 și 2008-2012, laureat al premiului Herder în anul 2005.

## Biografie
Născut la București în 1946 ca al doilea fiu între cei trei copii ai unei familii ardelene. Tatăl, refugiat la București din Bistrița în urma Dictatului de la Viena din 1940, a lucrat la o carieră de piatră din Bixad, apoi a fost administrator al proprietății unui inginer german, Andrei Eckhart, care a fost în 1946 nașul copilului. Mama lui Marga era originară din Mediaș. În 1947 familia a revenit în Transilvania și a cumpărat o casă în Satul Nou sau Neudorf, sat săsesc de lângă Bistrița, unde Andrei Marga și-a petrecut copilăria. El a urmat mai apoi studii reale la liceul „Stefan Ludwig Roth” din Mediaș.
Având nota maximă la examenele de bacalaureat, a fost primit la facultatea de filosofie din Cluj, fără a mai fi nevoie să treacă un examen de admitere. În timpul studiilor universitare a frecventat cercurile studențești și intelectuale care se întruneau regulat la cafeneaua „Arizona” din Cluj. În 1971 a terminat licența în filosofie și sociologie, fiind șef de promoție. A fost mai apoi acceptat ca asistent la facultatea de filosofie, predând cursuri de filosofia istoriei și logica generală.
Distingându-se la învățătură, a fost cooptat încă în vremea studiilor ca membru al Partidului Comunist Român, și, pentru un timp, a fost președinte pe centrul universitar Cluj al uniunii asociațiilor studențești, organizația studențească unică din vremea regimului comunist. 
În împrejurările deschiderii politicii externe a României comuniste spre Occident, Marga a fost unul din 75 tineri români trimiși pentru o lună în vizită la familii americane din Statele Unite și, în 1975, a fost beneficiarul unei burse de studii de un an în Germania Federală. Între 1980 și 1994 a efectuat mai multe stagii de studii/documentare la universități din RFG (Erlangen, Münster, Frankfurt am Main) și la Institutul „Max Planck” din Starnberg, RFG. Cu acest prilej Marga a susținut doctoratul în filozofie.
Andrei Marga este autorul a numeroase cărți având ca subiect istoria filosofiei moderne și contemporane, filosofia politică și filosofia religiei. Lucrările sale cele mai importante, din perioada comunistă (dar și de mai târziu), s-au ocupat de filosofii Marcuse și Habermas, exponenți de frunte, ai noii stângi precum și ai școlii de la Frankfurt. 
În 1979 a devenit lector, iar după Revoluția din 1989 a fost promovat ca profesor de filozofie contemporană și logică. Ulterior, a fost decan al Facultății de istorie și filozofie, prorector și apoi rector al Universității Babeș-Bolyai din Cluj-Napoca.
În timpul funcționării sale ca rector, vreme de circa 15 ani, a procedat la reforme, inclusiv adoptarea Cartei Universității în 1995, a promovat înființarea a 11 noi facultăți. La propunerea partidului Convenția Democratică, a devenit ministru al Educației Naționale între 5 decembrie 1997 și 28 decembrie 2000, în cabinetele Ciorbea, Vasile și Isărescu, din partea PNȚCD. După eșecul acestui partid la alegerile din 2000, Andrei Marga a deținut pentru scurt timp funcția de președinte al PNȚCD, iar mai apoi s-a înscris în PNL. 
În calitate de ministru de resort a lansat programul unei reforme a învățământului, care conținea reforma programului de predare, schimbări în managementul academic și financiar al educației și descentralizarea și reorganizarea cercetării. A promovat forme avansate de cooperare internațională, vizând tranziția completă a României spre sistemul european de educație. 
La 15 martie 2011 patriarhul Daniel al Bisericii Ortodoxe Române i-a acordat Crucea patriarhală pentru mireni.
Între 7 mai 2012 și 6 august 2012, a fost ministru de externe al României, în Guvernul Ponta.

### ICR
În septembrie 2012, cu aprobarea Senatului, a fost numit președinte al Institutului Cultural Român. Deși mutarea abruptă a instituției de la Administrția Prezidențială la Senat fusese apărată în iunie 2012 cu pretextul că s-ar fi dorit un „mecanism transparent și democratic de control parlamentar”, Marga nici nu a participat la audierile în comisiile de cultură și externe din Senat.
Din această funcție, a anunțat în toamna lui 2012 noua strategie culturală a instituției, regăsită într-un document programatic intitulat „Sincronizarea Institutului Cultural Român”. Se viza promovarea mai puternică a realizărilor științifice și tehnice, Marga exemplificând eronat într-o emisiune că un român ar fi inventat caloriferul. De asemenea, a fost anunțată înființarea de așezăminte ale ICR în țară, în timp ce scopul înființării ICR fusese promovarea României în afara țării. 
În 9 ianuarie 2012, a reieșit că Marga își numise nepoata (Eunicia Maria Trif) în funcția de secretar general adjunct la ICR, după ce aceasta îi fusese și consilieră la Ministerul Afacerilor Externe.
În martie 2013 ICR, sub conducerea sa, a respins finanțarea unor proiecte culturale naționale de rezonanță, precum Festivalul Internațional TIFF de la Cluj, Festivalul de Jazz de la Sibiu, Festivalul de film independent Anonimul și Festivalul Național de Teatru UNITER, alegând în schimb să susțină financiar Gala premiilor VIP.
Este căsătorit cu Delia-Felicia Marga, conferențiar universitar doctor la Facultatea de Științe Economice și Gestiunea Afacerilor din Cluj.

### Raportul CNSAS
Conform raportului publicat în data de 21 februarie 2014 de către CNSAS, Andrei Marga a fost împreună cu soția sa Delia, informatori ai Securității Statului.

## Ediții românești
- Herbert Marcuse. Studiu critic, Editura Dacia, Cluj, 1980, 250 p.;
- Teme hegeliene (în colaborare cu Vasile Musca), Editura Dacia, Cluj Napoca, 1982, 328 p.;
- Cunoaștere și sens. Perspective critice asupra pozitivismului, Editura Politică, București, 1984, 256 p.;
- Acțiune și rațiune în concepția lui Jürgen Habermas, Editura Dacia, Cluj, 1985, 306 p.;
- Raționalitate, comunicare, argumentare, Editura Dacia, Cluj, 1991, 327 p. (retipărită în ediția a doua de Editura Grinta, Cluj-Napoca, 2009);
- Introducere în metodologia și argumentarea filosofică, Editura Dacia, Cluj, 1992, 194 p.;
- Explorări în actualitate, Editura Apostrof, Cluj, 1995, 187 p.;
- Filosofia unificării europene, Editura Apostrof, Cluj, 1995, 257 p.; ediția a II-a, , Editura Apostrof, Cluj, 1997, 392 p.; ediția a III-a, editura Fundației pentru Studii Europene, Cluj, 2003, 436 p.;
- Universitatea în tranziție, Editura Apostrof, Cluj, 1996, 209 p.;
- Reconstrucția pragmatică a filosofiei, Editura Polirom, Iași, 1998, 193 p.;
- Educația în tranziție, Editura Dacia, Cluj, 1999, 126 p.;
- Relativismul și consecințele sale, Editura Fundației pentru Studii Europene, Cluj, 1999, 200 p.;
- Reforma învatamântului si provocarile noului secol - The reform of education and the challenges of the next century, Colegiul Noua Europa, 2000, 68 p.;
- Anii reformei: 1997-2000, Editura Fundației pentru Studii Europene, Cluj, 2001, 200 p.; ediția a II-a, 2007, 570 p.;
- Paradigme ale Integrării. Relații internaționale și Studii Europene la Cluj" (în colaborare cu Gyemant Ladislau, Paun Nicolae), Editura Fundației pentru Studii Europene, Cluj-Napoca, 2002, 405 p.;
- Introducere în filosofia contemporană, Editura Polirom, Iași, 2002, 560 p.;
- Ieșirea din trecut (documente și reflecții), Editura Alma Mater, Cluj, 2002, 264 p.;
- Religia în era globalizării, Editura Fundației pentru Studii Europene, Cluj, 2003, 287 p.;
- Argumentarea, Editura Fundației pentru Studii Europene, Cluj, 2006, 427 p.;
- Filosofia lui Habermas, Editura Polirom, Iași, 2006, 520 p.
- Speranța rațiunii. Interviuri, Editura Fundației pentru Studii Europene, Cluj, 2006, 412 p.;
- Relativismul și consecințele sale / Relativism and its concequences, ediție bilingvă, Presa Universitară Clujeană, Cluj, 2007, 350 p.;
- Diagnoze - Articole și eseuri, Editura Eikon, Cluj, 2008, 550 p.;
- Dialoguri (cu David Ward, Henri Paul, Roland Lohkamp, Michel Grimaldi, E.S. Zenon Cardinal Grocholewski, Hans Gert Pöttering, E.S. Christoph Cardinal Schönborn, Î.P.S. Bartolomeu Anania, Robert S. Wistrich, Gianfranco Ghirlanda, Édith Cresson, Hans Küng, René-Samuel Sirat, Gianni Vattimo), Presa Universitară Clujeană, Cluj, 2008, 389 p.;
- Frații mai mari. Întâlniri cu Iudaismul, Editura Hasefer, București, 2009, 270 p.;
- Absolutul astăzi. Teologia și filosofia lui Joseph Ratzinger, Editura Eikon, Cluj, 2010, 370 p.;
- Argumentarea, Editura Academiei Române, București, 2010, 303 p.;
- Profilul și reforma Universității clujene, Presa Universitară Clujeană, 2011, (a treia ediție), 480 p.;
- România actuală (Diagnoză), Editura Eikon, Cluj, 2011, 250 p.;
- Crizele modernității târzii, Editura Academiei Române, București, 2012, 226 p.;
- Criză și după criză - schimbarea lumii, Editura Eikon, Cluj, 2012 (a treia ediție), 342 p.;
- Cultură, democrație, modernizare, ICR, București, 2013;
- Sincronizarea culturii române. Un proiect, Editura Tribuna, Cluj-Napoca, 2013, 268p.;
- România într-o lume în schimbare. Interviurile lui Romeo Couți cu Andrei Marga, Editura Ecou Transilvan, Cluj-Napoca, 2013, 242 p.;
- Schimbarea lumii (geopolitică, globalizare, cultură), Editura Academiei Române, București, 2013, 256 p.;
- Guvernanță și guvernare. Un viraj al democrației?, Editura Compania, București, 2013, 220 p.;
- Filosofia critică a „Școlii de la Frankfurt”, Editura Ecou Transilvan, Cluj-Napoca, 2014, 380 p.;
- Explorări în prezent, Editura Eikon, Cluj-Napoca, 2014, 410 p.;
- Anii inovării. Reforma Universității clujene 1993-2012, Editura Tribuna, Cluj-Napoca, 2014, 250 p.;
- Întoarcerea la sens. Filosofia pragmatismului reflexiv, Editura Tribuna, Cluj-Napoca, 2015, 294 p.;
- Universitatea veritabilă, Editura Academiei Române, București, 2015, 222 p.;
- Ascensiunea globală a Chinei, Editura Niculescu, București, 2015, 262 p.;
- Metanarativii actuali. Modernizare, dezvoltare, globalizare, Editura Ecou Transilvan, Cluj-Napoca, 2015, 352 p.;
- Gândirea altfel. Studii românești, Editura Ecou Transilvan, Cluj-Napoca, 2016, 396 p.;
- Reconstrucția pragmatică a filosofiei: profilul Americii clasice, Editura Academiei Române, 2016, 331 p.;
- Pragmatismul reflexiv. Încercare de construcție filosofică, Editura Compania, 2016, 354 p.;
- Societatea nesigură, Editura Niculescu, 2016, 376 p.;
- Reforma modernă a educației, Editura Tribuna, Cluj-Napoca, 2016, 386 p,;
- Emancipare, asimilare, disimilare, Editura Hasefer, București, 2016, 440 p.;
- Filosofi ai crizei Europei, Editura Tribuna, Cluj-Napoca, 2017;
- Rațiune și voință de rațiune, Editura Academiei Române, 2017, 324 p.;
- Ordinea viitoare a lumii, Editura Niculescu, 2017, 472 p.; ediția a II-a, revizuită și adaugită, 2023, 624 p.;
- Absolutul astăzi - Teologia și filosofia lui Joseph Ratzinger, Editura Meteor Press, 2017, 304 p.;
- Identitate națională și modernitate, Editura Libris Editorial, Brașov, 2018, 356 p.;
- După globalizare, Editura Meteor Press, 2018, 352 p.;
- Dezbaterile de la Sinaia. Statul de drept. Premise, condiții, funcționare, Editura Meteor Press, 2018, 288 p.;
- Identitate națională și modernitate, Editura Creator, 2018, 360 p.;
- România în Europa actuală, Editura Libris Editorial, Brașov, 2019, 340 p.;
- Educația responsabilă. O viziune asupra învățământului românesc, Editura Niculescu, 2019, 392 p.;
- Filosofi si teologi actuali, Editura Meteor Press, 2019, 544 p.;
- Justiția și valorile, Editura Meteor Press, 2020, 400 p.;
- Europa și Israelul. O simbioză istorică, Editura RAO, 2020, 320 p.;
- Viitorul universității, Editura Ecou Transilvan, Cluj-Napoca, 2020, 352 p.;
- Profunzimea artei, Editura Creator, 2020, 328 p.;
- Lecțiile pandemiei, Editura Tribuna, Cluj-Napoca, 2020, 166 p.;
- Heidegger, Editura Creator, 2021, 430 p.;
- China ca supraputere, Editura Niculescu, 2021, 400 p.;
- Statul actual, Editura Meteor Press, 2021, 432 p.;
- Viziune și acțiune. Interviuri, Editura Ecou Transilvan, Cluj-Napoca, 2021, 410 p.;
- Unde este Dumnezeu? Religie, revelație, Dumnezeu, co-autor Florin Ludușan, Editura Ecou Transilvan, Cluj-Napoca, 2022, 432 p.;
- Soarta democrației, Editura Meteor Press, 2022, 344 p.;
- Ieșirea din crize. Altfel de dialoguri cu Andrei Marga; Karen Panyan, Editura Creator, 2023, 264 p.;
- Școala de la Frankfurt în fața istoriei, Editura Meteor Press, 2023, 399 p.;
- Stăpânirea complexității, Editura Meteor Press, 2023, 332 p.;
- Lumea scindată, Editura Meteor Press, 2023, 256 p.;
- Emanciparea României, Editura Ecou Transilvan, Cluj-Napoca, 2023, 270 p.;
- Teologie contemporană, Editura Ecou Transilvan, Cluj-Napoca, 2024, 432 p.;
- Vocația gândirii. Profilul lumii actuale, Editura Rao, București, 2024, 470 p.;
- Pacea astăzi, Editura Tribuna, Cluj-Napoca, 2024, 322 p.;
- Sensul vieții, Editura Creator, 2025, 346 p.;
- Inteligența artificială și condiția umană, Editura Meteor Press, 2025, 352 p.;
- Filosofia prezentului, Editura Școala Ardeleană, 2025, 732 p.;

## Ediții străine
- Philosophy in the Eastern Transition, Editura Apostrof, Cluj, 1993, 200 p.; (reeditare), Editura Apostrof, Cluj, 1995, 283 p.;
- Academic Reform. A Case Study, Presa Universitară Clujeană, Cluj, 1997, 100 p.;
- University Reform Today Editura Universitară Clujeană, Cluj, 2001, 206 p.; ediția a II-a, 2003, 409 p.; ediția a III-a, 2005, 363 p.;
- Eleven years after / După unsprezece ani (1994-2004), Presa Universitară Clujeană, Cluj, 2004, 111 p.;
- Die kulturelle Wende. Philosophisce Konsequenzen der Transformation, Presa Universitară Clujeană, Cluj, 2004, 610 p.;
- Bildung und Modernisierung, Presa Universitară Clujeană, Cluj, 2005, 364 p.;
- La sortie du relativisme, Editura Limes, Cluj, 2006, 288 p.; ediția a II-a, 2008, 324 p.;
- Philosophie et Theologia Hodie, Editura Fundației pentru Studii Europene, Cluj, 2008, 580 p.;
- Philosophie der europäischen Einigung, Presa Universitară Clujeană, Cluj, 2009, 380 p.;
- După cincisprezece ani. Fifteen Years after (1998-2004 și 2008-2012), Presa Universitară Cluj, 2011, 229 p.;
- Riflessioni italiane, Grinta, Presa Universitară Cluj, 2011, 182 p.;
- Challenges, Values and Vision. The University of the 21st Century, Presa Universitară Clujeană, 2011, (a doua ediție), 476 p.;
- The Destiny of Europe, Editura Academiei Române, București, 2011, 496 p.;
- The Pragmatic Reconstruction of Philosophy, Cluj University Press, Cluj, 2012;
- Philosophy in a Changing Europe - Filosofie într-o Europă în schimbare, Editura Academiei Române, 2017, 306 p.;
- The Sense of our Days History, Editura Academiei Române, 2019, 210 p.;

## Studii și articole în limba română (selecție)
- „Raționalitate și complexitate (Asupra concepției lui Luhmann)”, în Revista de Filosofie, Nr. 5, 1987, București;
- „Raționalitatea și tipurile ei”, în Revista de Filosofie, Nr. 3, 1987, București;
- „Pragmatismul lui Peirce”, în Revista de Filosofie, Nr. 6, 1986;
- „Pragmatismul transcendental și problema cunoașterii”, în Revista de Filosofie, Nr. 4, 1986;
- „Asupra filosofiei lui Bolzano”,  în Revista de Filosofie, Nr. 2, 1986;
- „Raționalitate, comunicare, argumentare (schiță a ideii de rațiune)”, în Studia, Philosophia, Nr. 2, 1986;
- „Raționalismul metodic”, în Revista de Filosofie, Nr. 3, 1985, București;
- „Logica explicației acțiunilor”, în Studia, Philosophia, 1984, Cluj;
- „Despre teoria intereselor de cunoaștere”, în Revista de Filosofie, Nr. 5, 1984, București;
- „Jaspers versus Heidegger”, în Revista de Filosofie, Nr. 4, 1983, București;
- „Perspectivismul lui Ortega y Gasset”, în Revista de Filosofie, Nr. 1, 1983, București;
- „Conceptualizări filosofice în opera lui Habermas”, în Revista de Filosofie, Nr. 2, 1982, București;
- „Hermeneutica filosofică și reabilitarea filosofiei practice”, în Revista de Filosofie, Nr. 1, 1982, București;
- „Raționalismul relativist al lui von Wright”, în Studia Universitas Babeș-Bolyai. Philosophia, 1981;
- „Opera lui Horkheimer”, în Studia Universitas Babeș-Bolyai. Philosophia, 1978.

## Traduceri din germană și editări ale unor traduceri din limbile engleză și germană
- Jürgen Habermas - Cunoaștere și comunicare, Editura Politică, București, 1983 (în colaborare);
- Manfred Riedel - Comprehensiune sau explicare?, Editura Dacia, Cluj, 1989;
- Filosofia Americana - Volumul 1 - Filosofia Americana Clasica; Selectia textelor, prefata si note introductive de Andrei Marga; Editura: All Educational, 2000, 406 p.;
- Hans Küng - Judaismul, Editura Hasefer, București, 2005, „Introducere: O cotitură istorică”;
- Jürgen Habermas, Joseph Ratzinger - Dialectica secularizării. Despre rațiune și credință, Editura Apostrof, Cluj, 2005, „Introducere: Premisele unei dezbateri epocale: Habermas – Ratzinger”;
- Joseph Ratzinger Benedict XVI - Interpretarea biblică în criză, Editura Fundației pentru Studii Europene, Cluj, 2008, „Introducere: Metodologia lui Joseph Ratzinger”;
- Joseph Ratzinger Benedict XVI - Europa în criza culturilor, Editura Apostrof, Cluj, 2008, „Introducere: Europa lui Joseph Ratzinger”;
- Andrei Marga, Theodor Berchem, Jan Sadlak (eds.) - Living in Truth. A Conceptual Framework for a Wisdom Society and the European Construction, Presa Universitară Clujeană, 2008.

## Premii, burse și distincții internaționale
- 1975-1976, Bursă DAAD, Universitatea din Freiburg im Breisgau și Universitatea din Bielefeld (Germania)
- 1993, Bursă de cercetare și specializare la Woodrow Wilson Center, Washington DC (SUA)
- 1996, Bursă de cercetare și specializare la National Endowment for Democracy, Washington DC (SUA)
- 1975-1994 Burse de cercetare și specializare DAAD, Universitățile din Erlangen, Münster și Frankfurt am Main; Institutul „Max Planck” – Starnberg (Germania)
- 1999, Mare Ofițer al Ordinului Național al Meritului, Franța[17]
- 2000, Marea Cruce a Ordinului Național al Meritului, Portugalia[17]
- 2000, Insigne Aureum (Universitatea din Maribor, Slovenia[17]
- 2000, Doctor Honoris Causa al Universității „Ion Creangă” din Chișinău[17]
- 2000, Ordinul Național „Pentru Merit” în grad de Mare Cruce[18]
- 2002, Les Palmes Académiques, Ministerul Educației Naționale, Franța[necesită citare]
- 2002, Premiul România-Israel și Medalia Ierusalimului, Israel[19]
- 2003, Das Große Verdienstkreuz, Germania[20]
- 2003, Doctor Honoris Causa al Universității din Debrecen, Ungaria[17]
- 2003, Medalia de Aur a Universității din Tübingen, Germania[19]
- 2005, Premiul Herder
- 2005, Medalia Pontificia. Anno XXVI. Joannes Paulus II, Vatican[17]
- 2006, Medalia Pontificia. Anno I. Benedictus XVI, Vatican[17]
- 2006, Doctor în Științe Umaniste, Universitatea Plymouth, Statele Unite[21]
- 2008, Premiul Fundației Sara și Haim Ianculovici, Israel[22]
- 2008, Cetățean de Onoare al orașului Karmiel, Israel[17]
- 2008, Doctor Honoris Causa al Universității „Paul Valéry”, Montpellier, Franța[17]
- 2009, Ordin de Merit al Republicii Italiene, în grad de Cavaler, Italia[17]
- 2010, Doctor Honoris Causa al Universității Corvinus, din Budapesta, Ungaria[17]
- 2010, Doctor Honoris Causa – Universitatea „1 Decembrie 1918” din Alba Iulia[17]
- 2010, Doctor Honoris Causa – Universitatea de Stat „Alecu Russo” din Bălți (Republica Moldova)[17]
- 2011, Doctor Honoris Causa – Universitatea „Ștefan cel Mare” din Suceava[17]
- 2011, Crucea Patriarhală – Patriarhia Bisericii Ortodoxe Române[necesită citare]
- 2011, Doctor Honoris Causa – Baku Pedagogical State University (Azerbaidjan)[17]
- 2011, Doctor Honoris Causa – Universitatea „Ștefan cel Mare” din Suceava[17]
- 2011, Doctor Honoris Causa – Universitatea Constantin Brâncuși din Târgu Jiu (România)[17]

## Numiri academice internaționale (selecție)
- 2011-prezent, Senior Consultant al Rețelei Internaționale de Institute Confucius (Fundația HANBAN, Beijing, China)
- 2011-prezent, Expert al Hochschulrektorenkonferenz (HRK) (Germania)
- 2011-prezent, Expert al Agenzia per la Valutazione e la Promozione della Qualità delle Facoltà Ecclesiastiche (Vatican)
- 2011-prezent, Membru al Colegiului Revistei Society and Economy a Universității Corvinus (Budapesta)
- 2011-prezent, Membru al Colegiului Revistei de Drept a Universității Sao Paulo (Brazilia)
- 2006-2010, Președinte de Onoare al Conferinței Rectorilor Danubieni
- 2005-prezent, Membru al Academiei Europea, Salzburg (Austria)
- 2005-2009, Membru al Consiliului Consultativ al Asociației Europene pentru Educație Internațională, Amsterdam (Olanda)
- 2004-prezent, Membru al Academiei Europa, Jena (Germania)
- 2004-2005, Președinte al Conferinței Rectorilor Danubieni
- 2004-2012, Membru al Colegiului Magna Charta Observatory, Bologna (Italia)
- 2004-2010, Membru al Consiliului Universității Națiunilor Unite, Tokyo (Japonia)
- 2001-2005, Membru al Biroului Asociației Universităților Europene, Bruxelles
- 2001-2003, Membru al Comisiei Consultative Internaționale a Universității de Economie, Budapesta (Ungaria)
- 2001-prezent, Membru al Consiliului Institutului pentru Cultură și Istorie Germană din Europa de Sud-Est, München (Germania)
- 1998-prezent, Vice-președinte al Consiliului CEPES-UNESCO
- 1998, Vice-președinte al Conferinței Mondiale a Învățământului Superior UNESCO, Paris
- 1995-2001, Membru al Comitetului de Învățământ Superior și Cercetare al Consiliului Europei, Strasbourg

## Relația cu Securitatea
Conform deciziei CNSAS publicată în data de 21 februarie 2014, Andrei Marga nu a fost colaborator al securității, dar dădea note informative sub numele de cod "HORIA". Această decizie vine pe fondul publicării în data de 16 august 2012 a unor documente acuzatoare la adresa acestuia. De menționat este faptul că Andrei Marga tocmai ce fusese îndepărtat cu două săptămâni înainte din Guvernul condus de Victor Ponta. Decizia din 2014 specifică modul de recrutare a lui Marga în luna august 1977 ca element de legătură cu un alt personaj cu numele de cod "WERNER". Turnătoriile lui Marga aveau ca țintă pe profesorii și studenții străini care veneau la Cluj.
Decizia CSAS aduce lumină și în ce privește calitatea de informator al securității a Deliei Marga, soția lui Andrei. Dovada se regăsește în notele informative pe care Delia Marga le-a dat în anul 1987 despre o profesoară americană venită la Cluj și care dorea să-l cunoască pe filozoful Constantin Noica:
„Conform obligațiilor ce decurg din legile în vigoare privind relațiile cu cetățenii străini, subsemnata D.M., filolog la Institutul de istorie și arheologie, precizez că în data de 16 iunie 1987 am fost anunțată (seara) telefonic de sosirea pentru un stagiu de studii de două luni a profesoarei K.V din SUA. După o oră, profesoara V mi-a făcut o vizită la domiciliu, unde am primit-o împreună cu soțul meu, Andrei Marga”—Raport CNSAS